# Háborgó mélység (film)
A Háborgó mélység (eredeti cím: Deep Blue Sea) 1999-ben bemutatott amerikai sci-fi horrorfilm, melyet Renny Harlin rendezett. A főbb szerepekben Saffron Burrows, Thomas Jane, Samuel L. Jackson, Michael Rapaport és LL Cool J látható. Az azonos című filmsorozat első része.
Az Amerikai Egyesült Államokban 1999. július 28-án mutatták be a mozikban. Magyarországon 1999. december 9-én jelent meg az InterCom Zrt. forgalmazásában. Bevételi szempontból jól teljesített, de vegyes kritikákat kapott. A kritikusok dicsérték a feszültséget, a film tempóját és az akciójeleneteket, ugyanakkor bírálták az eredetiséget mellőző történetet és a B-filmes megoldásokat.
Két videófilmes folytatás követte: a Háborgó mélység 2. (2018) és a Háborgó mélység 3. (2020).

## Cselekmény
Egy elszigetelt víz alatti kutatóbázison tudósok egy csoportja makócápákon végez genetikai kísérleteket. Céljuk az Alzheimer-kór gyógymódjának megtalálása. Amikor egy vihar megrongálja a létesítményt, a genetikailag módosított, intelligens állatok kiszabadulnak és elkezdik lemészárolni a kutatókat.

## Szereplők
| Szerep                    | Színész             | Magyar hang    |
| ------------------------- | ------------------- | -------------- |
| Carter Blake              | Thomas Jane         | László Zsolt   |
| Dr. Susan McCallister     | Saffron Burrows     | Schell Judit   |
| Sherman "Preacher" Dudley | LL Cool J           | Kálid Artúr    |
| Janice "Jan" Higgins      | Jacqueline McKenzie | Botos Éva      |
| Tom Scoggins              | Michael Rapaport    | Epres Attila   |
| Brenda Kerns              | Aida Turturro       | Kocsis Mariann |
| Jim Whitlock              | Stellan Skarsgård   | Csuja Imre     |
| Russell Franklin          | Samuel L. Jackson   | Reviczky Gábor |

## Fogadtatás

### Bevételi adatok
1999. július 30-án mutatták be a filmet 2854 moziban, az amerikai nyitóhétvégén harmadik helyen végzett, kb. 18,6 millió dolláros bevétellel. A második hétvégén a becsült bevétele 11 millió dollár volt, ezzel az ötödik helyezést szerezve meg (a Hatodik érzék, az Ideglelés, az Oltári nő és A Thomas Crown-ügy mögött).
Az Amerikai Egyesült Államokban és Kanadában az összbevétele 73,7 millió, a többi országban 91,4 millió dollár lett. Világszerte így összesen több mint 165 millió dollárt termelt.

### Kritikai visszhang
A Rotten Tomatoes-on 115 kritikus véleményének összegzése után 60%-os értékelést szerzett.
Roger Ebert filmkritikus négyből három csillagra értékelte a szerinte „ügyes thrillert”. Úgy vélte, a film „lényegében egy jól megcsinált akciójelenet a másik után [...] Nem mélázik sokat a speciális effekteken (néhány cápa rajzfilmfigurákra hasonlít), de azt tudja, hogyan használja az időzítést, a feszültséget, a gyors mozgásokat és különösen a meglepetés erejét”. Így a kiszámítható műfaja ellenére is képes bizonytalanságban tartani a nézőit.

## Fordítás
- Ez a szócikk részben vagy egészben  a   Deep Blue Sea (1999 film) című angol Wikipédia-szócikk ezen változatának fordításán alapul.  Az eredeti cikk szerkesztőit annak laptörténete sorolja fel. Ez a jelzés csupán a megfogalmazás eredetét és a szerzői jogokat jelzi, nem szolgál a cikkben szereplő információk forrásmegjelöléseként.